# River Edge
River Edge – miasto (borough) w Stanach Zjednoczonych, w stanie New Jersey, w hrabstwie Bergen.